# Bloody Roar
Bloody Roar (ブラッディロア) é uma série de jogos eletrônicos de luta criada pela Hudson Soft e desenvolvida junto com a Eighting. A série tem sido publicada por várias empresas, incluindo Virgin Interactive, Activision e Konami.
Hudson Soft mais tarde tornou-se subsidiária da Konami.

## Lista de jogos
Segue a lista de todos os jogos lançados que pertencem à série.
| Título                   | Ano  | Plataformas         |
| ------------------------ | ---- | ------------------- |
| Beastorizer/Bloody Roar  | 1997 | Arcade, PlayStation |
| Bloody Roar 2            | 1999 | PlayStation         |
| Bloody Roar 3            | 2001 | PlayStation 2       |
| Bloody Roar: Primal Fury | 2002 | Gamecube            |
| Bloody Roar: Extreme     | 2002 | Xbox                |
| Bloody Roar 4            | 2003 | PlayStation 2       |